# Fatih Erdin
Fatih Erdin (ur. 1 lutego 1994) – turecki zapaśnik walczący w stylu wolnym. Srebrny medalista mistrzostw świata w 2018. Zajął trzecie miejsce na mistrzostwach Europy w 2019 i piąte w 2018. Piąty na igrzyskach europejskich w 2019. Wicemistrz igrzysk śródziemnomorskich w 2022. Siódmy w Pucharze Świata w 2014 i ósmy w 2019. Trzeci na mistrzostwach Europy juniorów w 2014. Mistrz Europy kadetów w 2011 roku.